# Nazionale femminile di pallanuoto della Grecia
La nazionale di pallanuoto femminile greca (Εθνική Ελλάδας υδατοσφαίρισης γυναικών) è la rappresentativa pallanuotistica della Grecia in campo femminile nelle competizioni internazionali. È controllata dalla Kolymbitiki Omospondia Ellados, la federazione greca che gestisce gli sport acquatici.

## Storia
La Grecia ha conquistato due titoli mondiali (nelle edizioni di Shanghai 2011 e Singapore 2025), una Coppa del Mondo e una World League. Ai Giochi olimpici ha raggiunto l'argento nell'edizione casalinga di Atene 2004.

## Risultati

### Massime competizioni
Olimpiadi
- 2004  Argento
- 2008 8º
- 2024 7º

Mondiali
- 1998 5º
- 2001 7º
- 2003 9º
- 2005 5°
- 2007 8º
- 2009 4º
- 2011  Oro
- 2013 6º
- 2015 6º
- 2017 7º
- 2019 8º
- 2022 7º
- 2023 8º
- 2024 4º
- 2025  Oro

Europei
- 1989 7º
- 1991 7º
- 1993 7º
- 1995 4º
- 1997 7º
- 1999 5º
- 2001 4º
- 2003 5º
- 2006 6º
- 2008 6º
- 2010  Argento
- 2012  Argento
- 2014 6º
- 2016 5º
- 2018  Argento
- 2020 6º
- 2022  Argento
- 2024  Bronzo

### Altre competizioni
Coppa del Mondo
- 1997 6º
- 1999 8º
- 2002 7º
- 2006 6º
- 2010 7º
- 2023 5º
- 2025  Oro

World League
- 2004 6º
- 2005  Oro
- 2007
- 2009 6º
- 2010  Bronzo
- 2011 8º
- 2012  Bronzo
- 2021 6º

### Competizioni giovanili
- Campionato mondiale U20: 1

1997
- Campionato mondiale U18: 1

2012
- Campionato europeo U19: 2

2002, 2014
- Campionato europeo U18 / U17: 3

2001, 2011, 2013

## Formazioni

### Olimpiadi
Giochi olimpici - Atene 20041 Ellinaki, 2 Asilian, 3 Melidōnī, 4 Karapataki, 5 Liosī, 6 Kozompolī, 7 Oikonomopoulou, 8 Roumpesi, 9 Moraitidou, 10 Karagianni, 11 Lara, 12 Moraiti, 13 Mylonaki, CT: Kyriakos Iosifidis
Giochi olimpici - Pechino 2008Ellinaki · Tsoukala · Gerolymou · Iosifidou · Liosī · Kozompoli · Oikonomopoulou · Roumpesi · Moraitidou · Asimaki · Antonakou · Lara · Tsouri, CT: Kyriakos Iosifidis

### Mondiali
Campionato mondiale - Melbourne 20071 Tsouri, 2 Kantzou, 3 Gerolymou, 4 Iosifidou, 5 Liosī, 6 Kozompolī, 7 Oikonomopoulou, 8 Roumpesi, 9 Moraitidou, 10 Avramidou, 11 Antonakou, 12 Lara, 13 Kouvdou, CT: Kyriakos Iosifidis
Campionato mondiale - Roma 20091 Tsouri, 2 Tsoukala, 3 Kouteli, 4 Psouni, 5 Liosī, 6 Avramidou, 7 Asimaki, 8 Roumpesi, 9 Gerolymou, 10 Manolioudaki, 11 Antonakou, 12 Lara, 13 Kouvdou, CT: Giorgos Morfesis
- Mondiali - Shanghai 2011 -  Oro:

Eleni Kouvdou, Christina Tsoukala, Antiopī Melidōnī, Ilektra Maria Psouni, Kyriakī Liosī, Alkisti Avramidou, Alexandra Asimaki, Antigoni Roumpesi, Angeliki Gerolymou, Triantafyllia Manolioudaki, Stavroula Antonakou, Georgia Lara, Eleni Goula. C.T.: Georgios Morfesis.
Campionato mondiale - Barcellona 20131 Kouvdou, 2 Tsoukala, 3 V. Diamantopoúlou, 4 Psouni, 5 M. Plevritou, 6 Avramidou, 7 Asimaki, 8 Roumpesi, 9 Kotsia, 10 Manolioudaki, 11 E. Plevritou, 12 Benekou, 13 C. Diamantopoúlou, CT: Giorgos Morfesis
Campionato mondiale - Kazan' 20151 Kouvdou, 2 Tsoukala, 3 S. Charalampidi, 4 Kotsia, 5 M. Plevritou, 6 Avramidou, 7 Asimaki, 8 Roumpesi, 9 I. Charalampidi, 10 Manolioudaki, 11 E. Plevritou, 12 Xenaki, 13 Diamantopoúlou, CT: Giorgos Morfesis

### Altro
- World League - Kiriši 2005 -  Oro:

Georgia Ellinaki, Vasileia Mavrelou, Kelina Kantzou, Sofia Iosifidou, Kyriakī Liosī, Stauroula Kozompolī, Aikaterini Oikonomopoulou, Antigoni Roumpesi, Evangelia Moraitidou, Eftychia Karagianni, Alexandra Asimaki, Georgia Lara, Maria Tsouri.
- World League - Montréal 2007 -  Bronzo:

Anthoula Mylonaki, Angeliki Gerolymou, Nicoleta Kotsidou, Sofia Iosifidou, Kyriakī Liosī, Stauroula Kozompolī, Aikaterini Oikonomopoulou, Antigoni Roumpesi, Evangelia Moraitidou, Stavroula Antonakou, Alexandra Asimaki, Georgia Lara, Maria Tsouri.
- Europei – Zagabria 2010 -  Argento:

Maria Tsouri, Christina Tsoukala, Antiopī Melidōnī, Ilektra Maria Psouni, Kyriakī Liosī, Alkisti Avramidou, Alexandra Asimaki, Antigoni Roumpesi, Angeliki Gerolymou, Triantafyllia Manolioudaki, Stavroula Antonakou, Georgia Lara, Eleni Kouvdou. C.T.: Georgios Morfesis.
- Europei – Eindhoven 2012 -  Argento:

Eleni Kouvdou, Christina Tsoukala, Antiopī Melidōnī, Ilektra Maria Psouni, Kyriakī Liosī, Alkisti Avramidou, Alexandra Asimaki, Antigoni Roumpesi, Angeliki Gerolymou, Triantafyllia Manolioudaki, Stavroula Antonakou, Georgia Lara, Chrysoula Diamantopoulou. C.T.: Georgios Morfesis.
- World League - Changshu 2012 -  Bronzo:

Eleni Kouvdou, Christina Tsoukala, Christina Kotsia, Ilektra Maria Psouni, Stefania Charalampidi, Alkisti Avramidou, Alexandra Asimaki, Ioanna Charalampidi, Eleftheria Plevritou, Triantafyllia Manolioudaki, Margarita Plevritou, Stamatina Koutogianni, Chrysoula Diamantopoulou. C.T.: Georgios Morfesis.